# Hillside Cemetery (Middletown, New York)

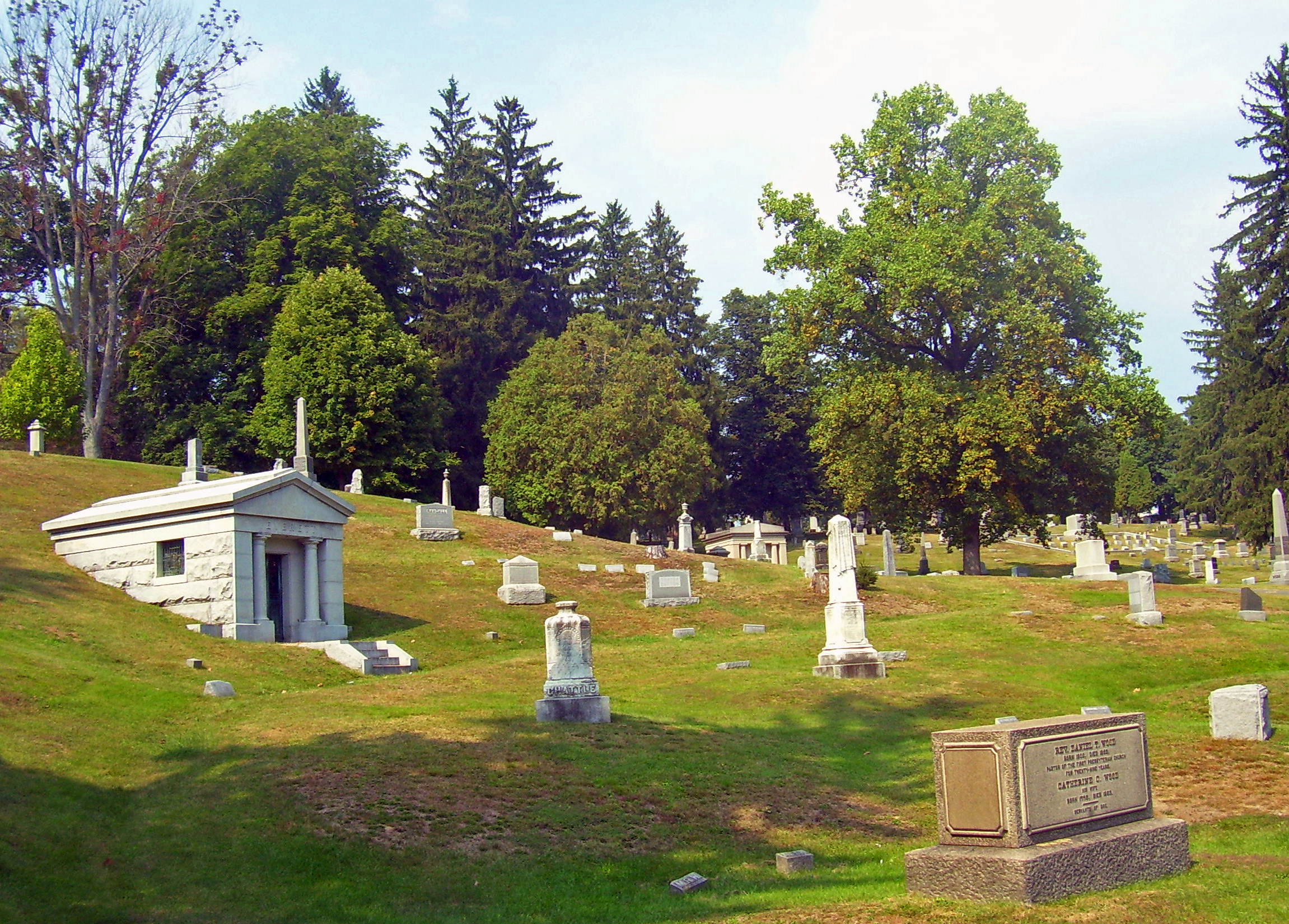
Der Friedhof im Jahr 2007

Der Hillside Cemetery ist ein 1861 eröffneter Friedhof an der Mulberry Street in Middletown im Orange County in New York. Er wurde von Calvert Vaux im Stil eines ländlichen Friedhofs entworfen. Vaux wurde für seine Zusammenarbeit mit Frederick Law Olmsted am Central Park bekannt. Der Friedhof umfasst mehrere tausend Gräber, einige von ihnen sind exzellente Beispiele der Friedhofskunst des 19. Jahrhunderts.
Viele der prominenten Einwohner Middletown aus der zweiten Hälfte des 19. Jahrhunderts sind hier begraben, darunter drei Träger der Medal of Honor aus dem Sezessionskrieg und ein früheres Mitglied im Repräsentantenhaus der Vereinigten Staaten. Der Friedhof wurde 1994 in das National Register of Historic Places aufgenommen.

## Beschreibung
Der Friedhof liegt im südöstlichen Teil von Middletown, nur einige Straßenblöcke entfernt vom Zentrum der City. Dabei handelt es sich um ein 21 Hektar großes Grundstück an der Flanke eines Hügels. Im Osten des Geländes liegt die Mulberry Street, Wälder schließen sich nördlich und westlich an, ein Wohnviertel liegt südlich des Friedhofs.
Die Flanke des Hügels steigt nach Norden hin stark an. Der Hang ist in eine Serie von gewellten Abhängen geschnitten, um die Gräber und die gewundenen Wege über den Friedhof aufzunehmen. Ein Teich liegt am oberen Ende des Geländes, am unteren Ende sind nur die Reste eines Teiches erhalten. Ein Zufluss zum Monhagen Brook fließt von Nordwesten nach Osten durch den Friedhof. Haine hochgewachsener Bäume spenden Schatten.
Am vorderen Friedhofstor steht ein neugotisches Bürogebäude. Dieses gilt als beitragender Bestandteil, wird jedoch nicht mehr genutzt. Die meisten administrativen Aufgaben werden in einer modernen Garage abgewickelt. Über das gesamte Friedhofsgelände verstreut sind verschiedene Mausoleen und andere Gedenksteine.

## Geschichte
Der Bundesstaat New York schrieb 1847 vor, dass Landschaftsfriedhöfe nach dem Muster des Mount Auburn Cemetery in Cambridge, Massachusetts geschaffen werden mussten, wobei Gräber und Grabsteine in einem natürlichen ländlichen Umfeld angelegt werden sollten. Aufgrund dieses Gesetzes wurde 1860 die Hillside Cemetery Association gegründet. Diese kaufte im gleichen Jahr im Middletown 50 Acre Farmland, um den Friedhof in der erst kurz zuvor inkorporierten Ortschaft anzulegen.
Calvert Vaux wurde beauftragt, die Landschaft des Friedhofs anzulegen. Vaux war ein Einwanderer aus England und hatte zuvor für Andrew Jackson Downing aus Newburgh gearbeitet, dessen Vorstellungen einer natürlicheren Architektur einen Großteil des Hausbauarchitektur im Amerika der Mitte des 19. Jahrhunderts geleitet hatte. Zwei Jahre früher hatten Vaux und ein anderer ehemaliger Mitarbeiter Downings, Frederick Law Olmsted, den Architektenwettbewerb zur Anlage des Central Parks in New York City gewonnen. Dieser Ruhm folgt Vaux nach Middletown, als er 1861 mit der Arbeit an dem Friedhof begann.
Der Friedhof wurde am 8. August 1861 eingeweiht. Vaux’ Entwurf wurde exakt ausgeführt, ein geplanter Aussichtsturm wurde jedoch niemals gebaut. Auf dem neuen Friedhof sammelte sich rasch eine repräsentative Auswahl zeitgenössischer Friedhofskunst an. Monumente und Grabsteine weisen den Einfluss des Egyptian Revivals und des Sarkophages von Scipio Barbatus auf. Viele der Grabsteine verfügen über gemeißelte Frauenfiguren, zwei Denkmäler sind mit Statuen aus Granit versehen, die die Hoffnung symbolisieren.
Das steinerne Bürogebäude neben dem Vordereingang wurde 1930 erbaut. Es wurde nach drei Jahrzehnten nicht mehr genutzt und 1992 entstand eine moderne Garage. Der untere Teich, den Vaux geplant hatte, wurde später weitgehend trockengelegt.

## Beerdigte Personen
Unter den auf dem Friedhof beerdigten Personen sind:
- John Bright, 1884–1948. Bundesrichter von 1941 bis 1948.
- Thomas D. Collins, 1847–1935. Als Sergeant in der Company H der 143rd New York Infantry erbeutete er am 15. Mai 1864 während der Schlacht von Resaca eine Regimentsflagge der Confederate States Army. Collins erhielt die Medal of Honor.[2]
- David Porter Dewitt, 1817–1889. Brigadegeneral in der Unionsarmee.[2]
- Nathan Mullock Hallock, 1844–1903. Hallock war im Rang eines Gefreiten Mitglied der Company K des 124th New York Volunteer Infantry Regiment. Bei der Schlacht von Bristoe Station am 14. Oktober 1863 rettete er einen bewegungsunfähigen Offizier vom Tode oder bewahrte ihn vor Gefangenschaft, indem er ihn unter Musketenbeschuss in Sicherheit trug, weswegen er 1897 mit der Medal of Honor ausgezeichnet wurde.[2]
- Moses D. Stivers, 1828–1895. Von 1889 bis 1891 Abgeordneter im Repräsentantenhaus der Vereinigten Staaten.[2]
- Lewis Wisner, 1841–1906. First Lieutenant in der Company K, der sich bei der Schlacht bei Spotsylvania Court House am 12. Mai 1864 freiwillig dem feindlichen Feuer aussetzte, weswegen er mit der Medal of Honor ausgezeichnet wurde.[2]